# اولیسه ناردین
اولیسه ناردین (انگلیسی: Ulysse Nardin) یک کارخانه ساعت‌سازی است که در سال ۱۸۴۶ در لو لوکل سوئیس کار خود را آغاز کرد. دفتر مرکزی این شرکت در شهر لو لوکل از سال ۱۸۶۵ تا کنون ثابت بوده است. اولیسه ناردین به خاطر تولید گاه‌شمارهای دریایی دقیق خود در سال‌های ۱۸۰۰ شهرت فراوانی کسب کرد.
بخشی از شهرت ساعت های این کمپانی به خاطر Marine Chronometer است. Marine Chronometer که می توان آن را “کرنومتر دریایی” ترجمه کرد ، نوعی از کرنومتر است که با استفاده از آن امکان جهت یابی با اجرام آسمانی و همچنین یافتن عرض جغرافیایی وجود دارد. در آن سال ها بیشتر مشتریان Ulysse Nardin ناوگان دریایی کشورهای مختلف بود.
این شرکت در ماه ژوئیه سال ۲۰۱۴ توسط شرکت کرینگ خریداری شد.

## سه‌گانهٔ زمان
شرکت اولیسه ناردین در سال ۱۹۸۵ آغاز به ساخت سه ساعت مربوط به ستاره‌شناسی تحت عنوان «سه‌گانهٔ زمان» کرد که تأثیر بسزایی در پیشرفت این شرکت داشت. ساعت اول اسطرلاب گالیلئو گالیله نام داشت که در سال ۱۹۸۵ وارد بازار شد. این ساعت با ۲۱ قابلیت، در سال ۱۹۸۹ در کتاب رکوردهای جهانی گینس به‌عنوان پرقابلیت‌ترین ساعت جهان ثبت شده بود. تولید این اسطرلاب با دو ساعت ستاره‌شناسی دیگر ادامه پیدا کرد: آسمان‌نمای کوپرنیک در سال ۱۹۸۸ و تلوریم یوهانس کپلر در سال ۱۹۹۵.

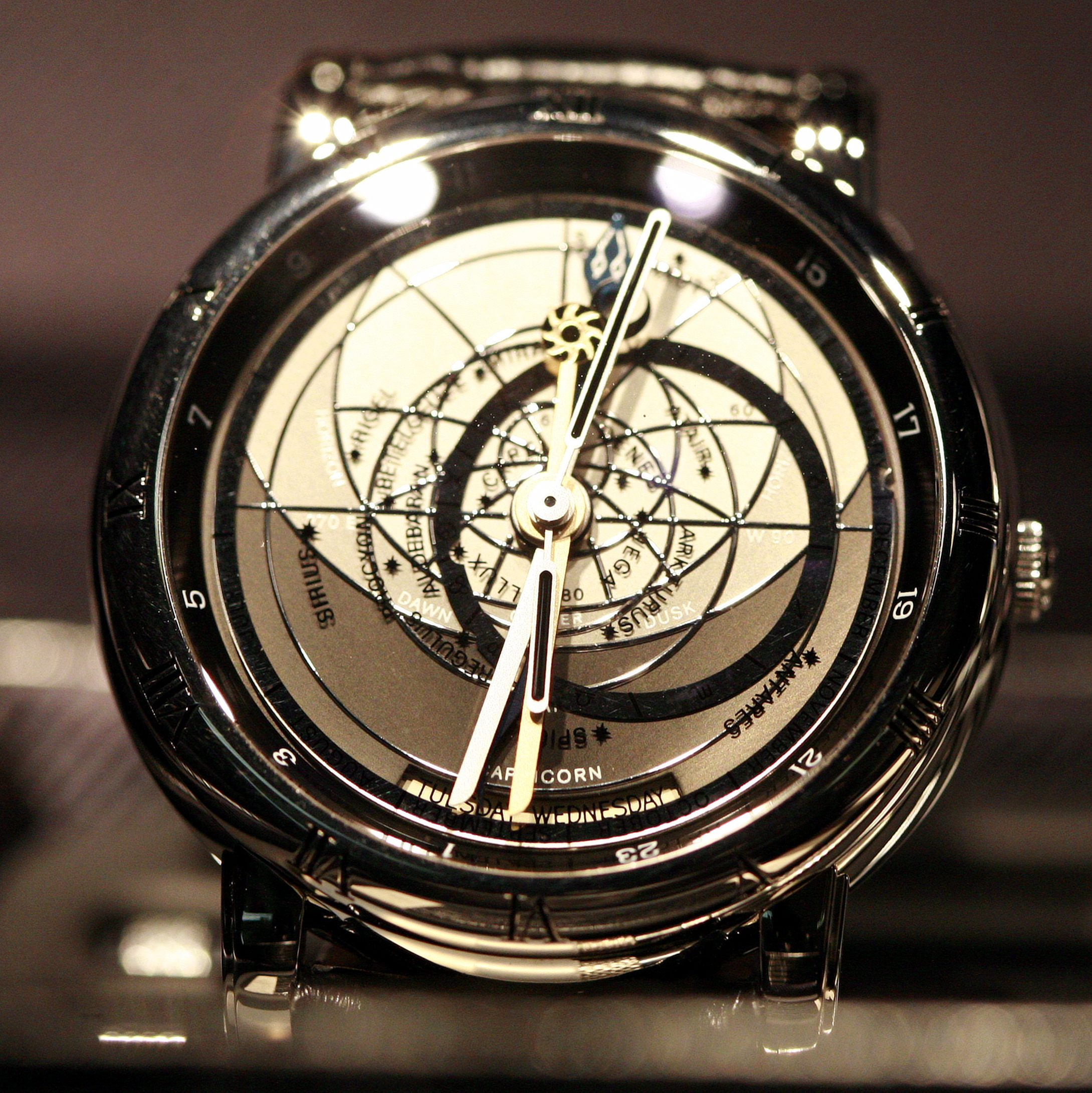
اسطرلاب گالیلئو گالیله
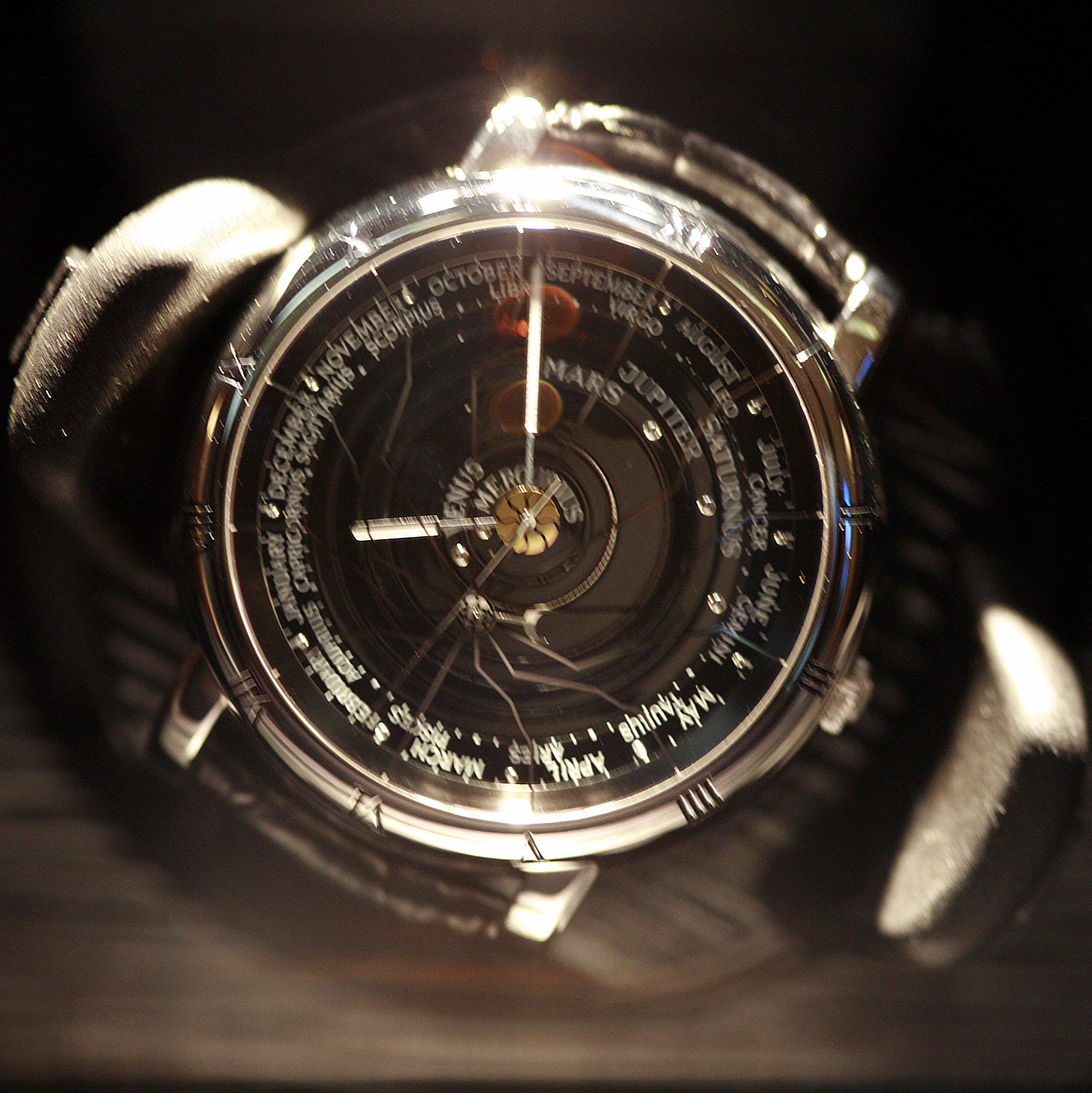
آسمان‌نمای کوپرنیک
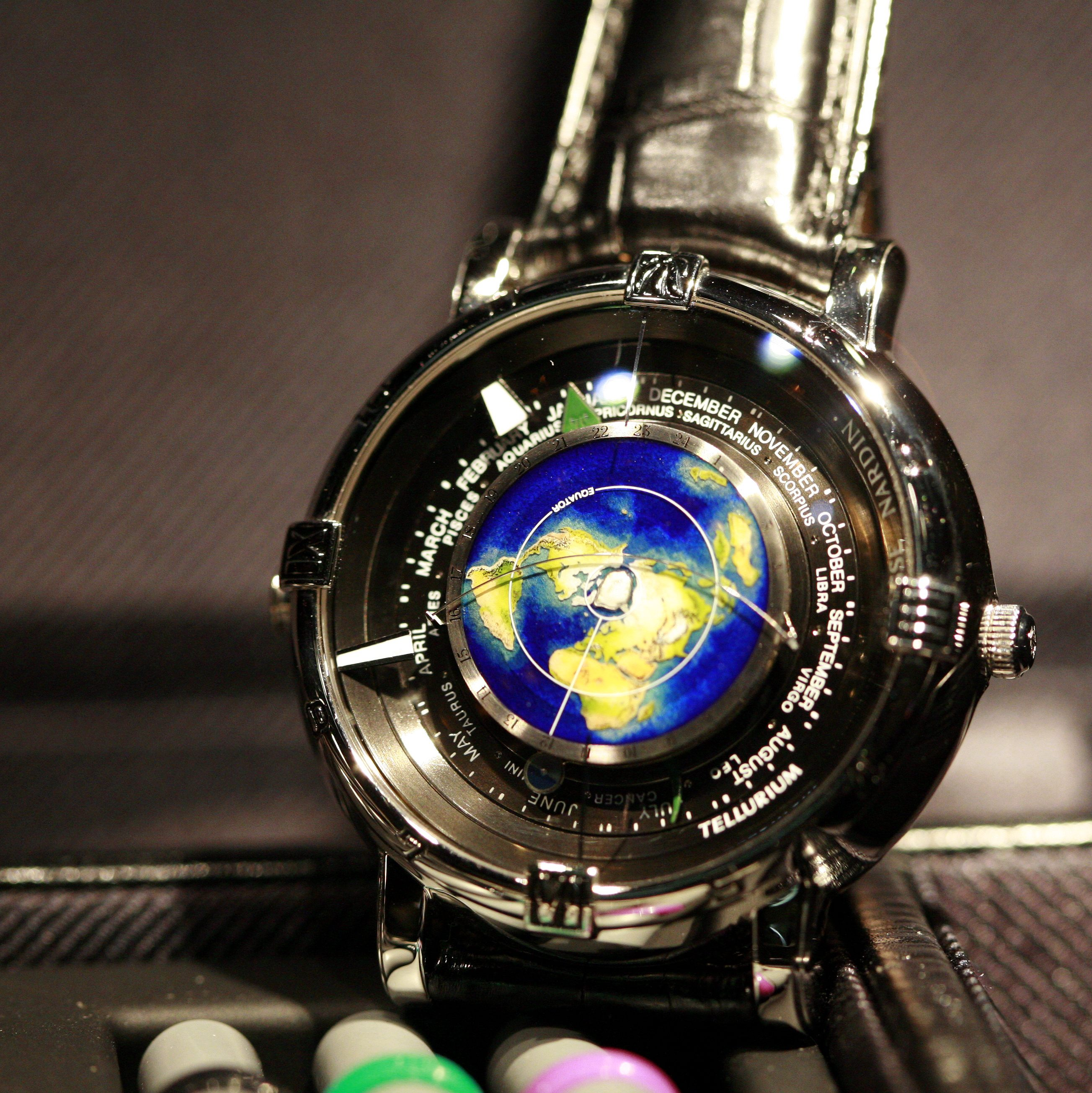
تلوریم یوهانس کپلر